# Bellville (Afrique du Sud)
Pour les articles homonymes, voir Bellville.
Bellville (anciennement désigné 12-Myl-Pos en afrikaans car situé à 12 miles (20 km) du centre du Cap) est une ville sud-africaine située en banlieue de la ville du Cap dont elle constitue un faubourg. Ancienne municipalité indépendante, Bellville est l'une des communes de la municipalité métropolitaine du Cap depuis 2000.

## Situation
Bellville est une commune de la grande banlieue nord du Cap, proche de l'aéroport international, de la route des vins, des parcours de golf et des grands complexes commerciaux.

## Démographie
La commune de Bellville comprend plus de 112 507 résidents, principalement issus de la communauté blanche (50,33%). 
Les noirs représentent 15,72% des habitants et les coloureds, population majoritaire au Cap, 29,38%.
Les habitants sont à 65,36 % de langue maternelle afrikaans et à 25,18 % de langue maternelle anglaise.

## Historique
Bellville est à l'origine fondée à partir d'une gare de chemin de fer (12-Myl-Pos) situé sur la ligne reliant Le Cap à Stellenbosch et Strand. En 1861, elle prend son nom actuel tiré du nom de Charles Bell, topographe en chef de la ville du Cap. 

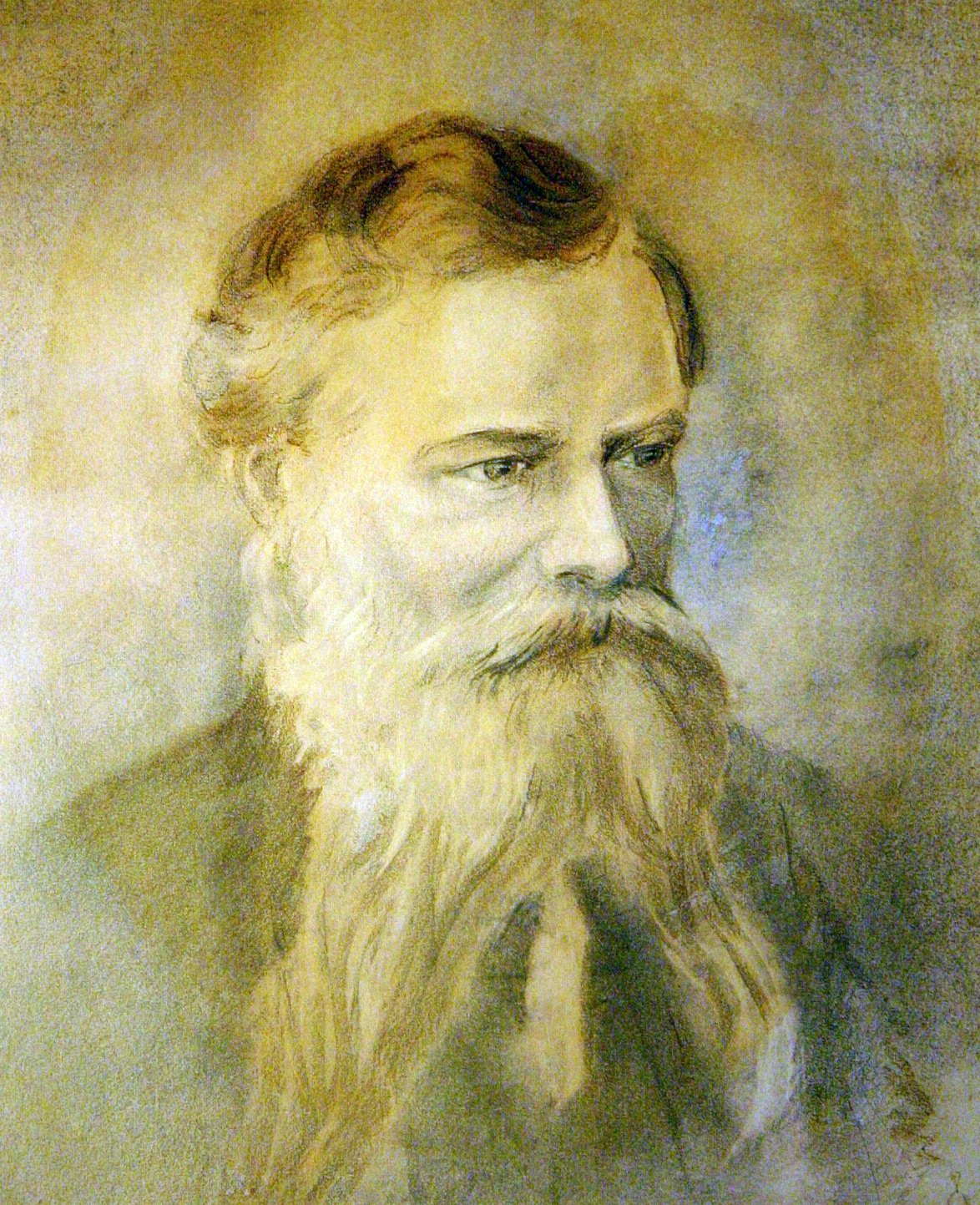
Charles Davidson Bell (1813-1882)

En 1940, Bellville devient une municipalité avant d'être fusionnée en 1996 avec les municipalités, communes et townships de Durbanville, Goodwood, Parow, Khayelitsha et Mfuleni dans la municipalité de Tygerberg. En 2000, celle-ci a été intégrée dans la nouvelle municipalité métropolitaine du Cap.

## Circonscriptions électorales
La commune de Bellville se partage entre 5 circonscriptions municipales :
- la circonscription 2 (Avondale au sud de la N1, à l'est de Avon Road et Tierberg Crescent, au nord de Monte Vista et à l'ouest de Toner North Street - Bellville CBD au sud de Wilge Road et Pastorie Road, à l'ouest de Vlei Road - Belvedere Tygerberg - Bosbell - Boston - Churchill Estate  au sud-est de Frans Conradie Drive, ouest de McIntyre Road, nord-ouest de la 3rd Avenue et nord est de Frankford Road et Scott Street - Clamhall - De Tijger - De Tujger - Fairfield Estate - Glenlilly - Kingston - Oakdale - Oosterzee - Parow North - Vredelust - Vredelust - Vredelust Bellville) dont le conseiller municipal est Leonore Van Der Walt (DA)[2]
- la circonscription 9 (Bellville Landfill - Bellville South - Bellville South Industrial - CPUT - Glenhaven - Greenlands - Sack's Circle Industria - Vogelvlei) dont le conseiller municipal est Mercia Kleinsmith (DA)[3]
- la circonscription 10 (Avondale - Beaconvale au sud de Riley Street, est de De La Rey Street et nord de Francie van Zijl Drive - Belgravia - Bellrail - Bellville au sud de Old Paarl Road, est de Quarry Road, nord de Strand Street et ouest de Bill Bezuidenhout Avenue) - Bellville CBD au sud de Voortrekker Road, ouest de Willie Hofmeyr Avenue et nord de Suid Street,  Belrail Road, Reed Street et Tienie Mayer Bypass - Chrismar - Dunrobin - Fairfield Estate - Hardekraaltjie - Kempenville - Klipkop - Oakdale - Oostersee Parow - Parow - Parow East - Ravensmead - Sanlamhof - Stikland - Transnet - Transnet Marshalling Yard - Tygerberg Hospital - Tygerberg Hospital) dont le conseiller municipal est Ernest Sonnenberg (DA)[4]
- la circonscription 21 (Amanda Glen - Aurora - Bellville au sud de Eversdal Road, ouest de Chantecler Avenue) - Bethanie - Chantecler au sud de St. Mark Street, ouest de Chantecler Road, sud de Patou Avenue, ouest de la friche Amanda Glen, nord ouest de Mountain view Crescent - Durbanville - Durbanville Hills - Durbell - Everglen - Eversdal - Eversdal Heights - Natures Valley - Nerina - Okennedyville - Rosendal - Rosenpark - Stellenberg - Stellenryk - Valmary Park - Vergesig - Vygeboom - Wairoa) dont le conseiller municipal est Theresa Uys (DA)[5]
- la circonscription 70 (Blomvlei - Cape Farms District C - Door De Kraal - Door De Kraal Farm - Hoheizen - Kanonberg - Kenridge à Bellville - Kenridge à Durbanville - Loevenstein - Nieuw Maastrecht-1 - Nieuw Maastrecht-2 - Oude West Hof - Protea Valley - Waterkloof, De Bron Ext 44 - Selborne - Springfield - Stellenbosch University - Tygervalley - Tygervalley Waterfront - Van Riebeecks Hof - Welgedacht - Welgemoed) dont le conseiller municipal est Andrea Crous (DA)[6].

## Établissements médicaux
- Karl Bremer Hospital
- Tygerberg Hospital

## Personnalités
- Frederic Creswell (1866-1948), chef du parti travailliste, membre des gouvernements sud-africains (1924-1933) et membre du parlement pour la circonscription de Bellville (1933-1938)
- Jan Haak (1917-1993), membre du parti national, membre du parlement pour la circonscription de Bellville (1953-1970) et membre des gouvernements sud-africains de 1961 à 1970.
- Ryno van der Merwe, rugbyman
- Jacques Naude, rugbyman
- Josh Strauss (1986-), rugbyman